# SpaceX CRS-11
SpaceX CRS-11 eller SpX-11 var en obemannad flygning till Internationella rymdstationen (ISS) med SpaceX:s rymdfarkost Dragon. Farkosten sköts upp med en Falcon 9-raket, från Kennedy Space Center LC-39A, den 3 juni 2017. Farkosten greppades av Canadarm2 den 5 juni och dockades med Harmony-modulen.
Farkosten lämnade rymdstationen den 3 juli 2017, några timmar senare återinträdde den i jordens atmosfär och landade i Stilla havet utanför Kaliforniens kust.
Den Dragon-kapsel som användes till flygningen var samma kapsel som gjorde SpaceX CRS-4-flygningen i september 2014.
Uppskjutningen var den 100:e uppskjutningen från Kennedy Space Center LC-39A.
Efter uppskjutningen lyckades SpaceX landa bärraketens första steg, på Landing Zone 1, några kilometer från uppskjutningsplatsen.

## 1 juni
Vid ett försök att skjuta upp farkosten den 1 juni 2017 avbröts nedräkningen några minuter före uppskjutningen på grund av åska några kilometer från uppskjutningsrampen.